# Aleksandrs Čaks

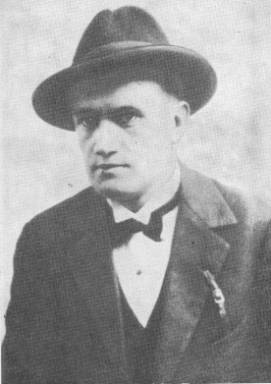
Aleksandrs Čaks (1925)

Aleksandrs Čaks (richtiger Name Aleksandrs Čadarainis; * 27. Oktober 1901 in Riga; † 8. Februar 1950 ebenda) war ein lettischer Dichter und Schriftsteller.

## Leben
Aleksandrs Čaks war der Sohn eines Herrenschneidermeisters. Er besuchte das renommierte Alexander-Gymnasium seiner Heimatstadt, das im Ersten Weltkrieg zunächst nach Võru (Estland), dann nach Saransk (Russland) verlegt wurde. 1918 nahm Čaks an der Universität Moskau das Medizinstudium auf, das er unterbrechen musste, als er im Russischen Bürgerkrieg von der Roten Armee eingezogen wurde und Sanitätsdienst bei den Roten Lettischen Schützen leistete.
1922 kehrte Čaks nach Lettland zurück. In der Absicht, Psychiater zu werden, nahm er an der Universität Lettlands in Riga sein Medizinstudium wieder auf, doch mit schwindendem Interesse, bis er es schließlich abbrach. Nebenher absolvierte er den Vorbereitungsdienst auf das Lehramt und erlangte 1925 das Lehrerdiplom. Seine erste Anstellung war in Drabeši bei Amata. 1927 verließ er den Schuldienst, um sich ganz dem literarischen Schreiben widmen zu können. 1928 veröffentlichte er seinen ersten Gedichtband, der das Leben und Treiben der Rigenser porträtiert. Ab 1930 war er Sekretär der Gewerkschaft lettischer Schriftsteller und Journalisten, bis Ministerpräsident Kārlis Ulmanis nach dem Staatsstreich vom 15. Mai 1934 alle Gewerkschaften auflösen ließ. Čaks fand eine Einstellung als Beamter der Städtischen Krankenkasse Riga (von 1934 bis 1939). 1939/1940 arbeitete er für die Zeitschrift Atpūta. Während der deutschen Okkupation Lettlands von 1940 bis 1944 durfte er nicht veröffentlichen.
Nach zweiten Okkupation Lettlands durch die Sowjetunion 1944 arbeitete Čaks für die Zeitung Cīņa („Kampf“) der Kommunistischen Partei Lettlands, deren Kulturteil er leitete. Doch ab 1946 wurde gegen sein literarisches Werk und gegen seine in Cīņa erschienenen Rezensionen russischer und lettischer Belletristik eine Kampagne wegen „ideologischer Abweichung“ orchestriert. Ihm wurde vorgehalten, von den marxistischen Werten abzuweichen und politisch „ideenlose“ Werke zu produzieren bzw. produziert zu haben. 1947 wurde er als Feuilleton-Chef entlassen. Er fand eine Stellung am Institut für Sprachen und Literatur der Akademie der Wissenschaften. Bei der Tagung der Kunst- und Literaturschaffenden der Stadt Riga am 28. Februar 1949 griff Arvīds Pelše, der Sekretär des Zentralkomitees der Kommunistischen Partei Lettlands, Čaks und andere lettische Schriftsteller und Literaturkritiker scharf an und warf ihnen „nutzlosen Kosmopolitismus, Formalismus, bürgerlichen Ästhetizismus und Snobismus“ sowie „Hass auf die besten Werke des sowjetischen Dramas und Theaters“ vor.
Die steten Attacken gegen ihn und sein Werk machten Aleksandrs Čaks schwer zu schaffen. Gebrochen von diesen Anschuldigungen starb Čaks am 8. Februar 1950 an Herzversagen. Ojārs Vācietis schrieb in seinem Gedicht Über den Dichter Čaks II:

„Allerhand Gorodowojen
rannten über die Seelentreibhäuser des Dichters,
ihre eigenen, erdachten 
Wahnbilder verfolgend.
Und das Treibhausglas zersprang
wie Eis über frühzeitigen Pfützen.“

## Werk
Aleksandrs Čaks verbrachte den größten Teil seines Lebens in Riga. In seinen Gedichten thematisierte er vorrangig das Stadtleben. Er war der erste lettische Schriftsteller, dessen Arbeiten ausgesprochen urbanen Charakter haben und sich von der traditionellen Thematisierung des ländlichen Lebens, wie sie für die lettische Literatur bis dahin charakteristisch war (die Brüder Reinis und Matīss Kaudzīte, Rūdolfs Blaumanis und andere), stark abheben. Seine Gedichte beinhalten Themen und Charaktere, die zuvor in der lettischen Dichtkunst nicht zur Sprache kamen, wie etwa das städtische Nachtleben, Obdachlose, Prostituierte, die armen Vorstädte und sogar die Kanalisation in den Wohnblocks. In seinen Gedichten zeigte Čaks seine tiefe Liebe zu Riga, die sich besonders gut im Titel „Das Herz auf dem Trottoir“ erkennen lässt. Gleichwohl blieb Riga nicht das einzige Thema seiner Gedichte. Čaks verfasste auch romantische Gedichte und den Lettischen Schützen des Ersten Weltkriegs gewidmete Theaterstücke sowie Kurzgeschichten.

## Ehrungen
- Heute trägt eine der großen Hauptverkehrsadern von Riga seinen Namen (Aleksandra Čaka iela).
- In seiner ehemaligen Wohnung nahe dieser Straße wurde ein Museum eingerichtet (Lāčplēša iela 48/50, Wohnung Nr. 14)
- Im ebenfalls an der Čaka iela gelegenen Park Ziedoņdārzs (Ecke Artilērijas iela) erinnert ein Denkmal an ihn.

## Werke
- Aleksandrs Čaks: Kopoti raksti 6 sējumos. Rīga: Zinātne, 1991–2007
- Aleksandrs Čaks. Raksti 5 sējumos. Rīga: Liesma, 1971–1976
- Aleksandrs Čaks: Mūžības skartie. Dzejas par latviešu strēlniekiem. Rīga: Zinātne, 1988.

(Komplette Bibliographie unter http://www.literature.lv/lv/dbase/bibliografija.php?id=34)

## Übersetzungen
- Aleksandrs Caks. In: Lettische Lyrik. Ausgewählt und ins Deutsche übertragen von Edith Zuzena-Metuzala. Maximilian Dietrich Verlag, Memmingen 1983, ISBN 3-87164-108-1, S. 43–120 (darin der gesamte Gedichtzyklus Spiele, Spielmann sowie zehn weitere Gedichte).
- Aleksandrs Caks: Selected poems. Ausgewählt von Arvids Grigulis. Aus dem Lettischen übersetzt von Ruth Speirs. Liesma, Riga 1979.
- Aleksandrs Caks: Minu armastus. Tallinn 1976.